# Oligosmerus zenckei
Oligosmerus zenckei là một loài bọ cánh cứng trong họ Cerambycidae.